# Nor Ghazanchi
Sirkhavend
Nor Ghazanchi (en arménien : Նոր Ղազանչի) ou Sirkhavend (en azéri : Sırxavənd) est une communauté rurale de la région de Martakert, dans la république autoproclamée du Haut-Karabagh. Elle comptait 177 habitants en 2005.

## Histoire
Des traces d'habitations datant du XIIe siècle ont été découverte par les archéologues sur le territoire de Nor Ghazanchi. Le village actuel date du XVIIe siècle. Une église fut construite au XIXe siècle puis détruite par la suite. Aux alentours du village se trouvent de nombreux khatchkars et d'anciens cimetières.
Sous la période soviétique, la localité fait partie entre 1923 et 1991 de l'oblast autonome du Haut-Karabagh, au sein de la République socialiste soviétique d'Azerbaïdjan. Après son indépendance en 1991, l'État azerbaïdjanais l'intègre officiellement dans le raïon d'Agdam. Juste avant la première guerre du Haut-Karabagh, le village est peuplé majoritairement d'Azéris. En décembre 1991, devant l'avancée des troupes arméniennes et karabaghtsies, un bataillon d'auto-défense du village est créé avec Bahman Mammadov comme chef. Finalement le village est pris en mars 1992 et la population doit prendrele chemin de l'exil. En novembre 1992, une contre-offensive azérie échoue et voit Anvar Arazov, héros militaire national azerbaïdjanais, tué.
Demeuré sous le contrôle du Haut-Karabagh à l'issue de la guerre de 2020, le village est pris par les troupes d'Azerbaïdjan lors de leur offensive les 19 et 20 septembre 2023.